# Società a responsabilità limitata semplificata
La società a responsabilità limitata semplificata (S.r.l.s.), nell'ordinamento italiano, è una società di capitali introdotta dall'art. 2463-bis del Codice Civile, aggiunto ad opera dell'art. 3 del decreto-legge 24 gennaio 2012 n° 1 "Disposizioni urgenti per la concorrenza, lo sviluppo delle infrastrutture e la competitività", come sostituito dalla legge di conversione 24 marzo 2012 n° 27. Con successivo decreto ministeriale 23 giugno 2012 n° 138 (Gazzetta Ufficiale n. 189 del 14 agosto 2012) sono state dettate le norme di dettaglio ed attuazione. La società a responsabilità limitata semplificata è costituibile con uno statuto standard a partire dal 29 agosto 2012.

## Normativa
A differenza delle altre società di capitali, la S.r.l.s deve necessariamente avere come soci solo persone fisiche (è uno dei requisiti della "semplificazione"), non ci possono essere soci persone giuridiche.
Come per la S.r.l., essendo una società di capitali, anche con la S.r.l.s. è possibile iniziare anche da soli (la “S.r.l.s. unipersonale”) e la responsabilità per eventuali debiti della società è limitata al capitale investito. I soci o l'unico socio non rischiano direttamente con i propri beni personali (ad esempio i soci non rischiano di perdere la casa di proprietà se non riescono a far fronte ai debiti sociali).
La legge, e precisamente il comma 3° dell'art. 2463-bis del Codice Civile, impone però espressamente di indicare in tutti gli atti, la corrispondenza ed il sito internet della società:
(a) la denominazione di società a responsabilità limitata semplificata;
(b) l'ammontare del capitale sottoscritto e versato;
(c) la sede della società;
(d) l'ufficio del registro delle imprese presso cui questa è iscritta.

## Costituzione e caratteristiche
La S.r.l.s. è disciplinata dall'art. 2463 bis del codice civile.
La legge 27/2012 sancisce che "l'atto costitutivo deve essere redatto per atto pubblico in conformità al modello standard tipizzato con decreto", una limitazione che viene imposta se si vuole beneficiare dei vantaggi che questa forma societaria offre; vantaggi che si possono sintetizzare in:
1. riduzione dei costi notarili per la costituzione rispetto a quella delle S.r.l. tradizionali;
2. capitale sociale minimo richiesto.

La caratteristica più eclatante resta quest'ultima relativa al capitale minimo: solo 1 euro, mentre il massimo non può superare i 9.999,99 euro. Altra caratteristica, prevista in principio e poi abrogata, era che gli amministratori della società potevano essere nominati unicamente tra i soci, i quali dovevano avere una età non superiore ai 35 anni, limitazione non presente per le società a responsabilità limitata a capitale ridotto a essa affini. Con legge di conversione del 7 agosto 2013 del DL 76/2013, è stato abolito il limite d'età e viene consentita la nomina di amministratori estranei alla compagine sociale.

## Caratteri distintivi
La società a responsabilità limitata semplificata è una società di capitali e quindi, a differenza dell'impresa individuale e delle società di persone (S.n.c. o S.a.s.), garantisce un'autonomia patrimoniale perfetta.
Ciò significa che:
- i soci non sono tenuti a pagare i debiti con i propri beni personali e non sono obbligati a prestare i propri soldi alla società;
- in caso di difficoltà economiche, e quindi di impossibilità di pagare i debiti (“insolvenza”), la società può fallire, ma i soci (o il socio unico) non sono trascinati nel fallimento;
- prevale la volontà di chi ha una maggiore partecipazione al capitale sociale.

Per la sua costituzione è richiesto un capitale minimo di 1 euro e massimo di 9.999,99 euro.
Il capitale viene versato all'amministratore della società che ne rilascia quietanza.
L'atto costitutivo viene redatto da un notaio, senza che siano dovuti onorari se si ricorre al modello standard.
L'amministrazione può essere affidata ad un solo socio o a più persone, anche se non sono soci. Anche tutti i soci possono essere amministratori ed in tal caso possono firmare disgiuntamente o congiuntamente per impegnare la società. Le decisioni importanti (modifica dello statuto o comunque delle regole di funzionamento, aumento del capitale e simili) vengono prese dai soci con le maggioranze stabilite dalla legge (non modificabili dai soci). La società deve tenere le scritture contabili e gli amministratori ogni anno devono compilare il bilancio di esercizio contabile che, dopo l'approvazione dell'assemblea, che deve avvenire entro 120 giorni, o al massimo 180 giorni dalla fine dell'esercizio, deve essere inviato nei successivi 30 giorni presso il registro tenuto alla Camera di commercio dove ha sede la società. Per tali incombenze è necessario farsi aiutare da un commercialista o comunque da un esperto contabile. Ci si può rivolgere anche ad un'associazione locale di categoria. Non sono previste, infatti, ad oggi semplificazioni concernenti gli obblighi contabili e fiscali.
I conferimenti in una S.r.l.s. possono consistere solamente in somme di denaro. Infatti, a differenza della altre S.r.l., non possono essere fatti conferimenti in natura.

## Vantaggi
1. Responsabilità limitata. È solo la società, e non i soci, a rispondere per le obbligazioni sociali (cosiddetta autonomia patrimoniale perfetta);
2. È economica nella fase costitutiva e, come tale, può favorire l'avvio di iniziative economiche.

## Svantaggi
1. L'ordinaria gestione, dopo la costituzione, è più costosa di quella di una società di persone;
2. Non può dotarsi di un capitale superiore a 9.999 euro;
3. Le regole di funzionamento e di amministrazione sono già fissate per legge e non consentono deroghe da parte dei soci.

## Regime fiscale
La società paga le imposte in relazione agli utili netti conseguiti nell'esercizio sociale che decorre in genere dal 1º gennaio al 31 dicembre di ogni anno.
Il bilancio è il documento contabile da cui risultano gli utili e le perdite. La tassazione degli utili avviene per competenza, cioè, indipendentemente dall'incasso effettivo. Alla fine dell'esercizio, una parte degli utili dovrà essere destinata a riserva ed il restante può essere distribuito ai soci previa delibera degli stessi. Le imposte dirette (IRPEF) vengono pagate dai soci sugli utili ricevuti (a seguito di compilazione del modello UNICO) qualora non vengano tassati direttamente dalla società come trattenuta prima della loro distribuzione.

## Costituzione della società
La S.r.l.s. si costituisce con atto pubblico innanzi al notaio, che provvede a registrare l'atto e ad iscrivere la società nel registro delle imprese competente per territorio (quello dove è posta la sede sociale). La S.r.l.s. deve avere un proprio Codice Fiscale (che coincide con il numero di Partita IVA) e nasce dal momento della iscrizione nel registro delle imprese richiesta direttamente dal notaio entro 30 giorni dalla costituzione. Il registro delle imprese, successivamente, ha al massimo 5 giorni di tempo per iscrivere la società. La S.r.l.s. deve essere iscritta nel registro delle imprese dove è posta la sede della società. Senza l'iscrizione la società non nasce e quindi non è una S.r.l.s., con tutte le caratteristiche e le garanzie.

## Costi
- Imposta di Registro: € 200,00
- Diritto annuale: € 120,00 salvo maggiorazione applicata dalla singola Camera di Commercio.
- Totale € 320,00 – Non sono dovuti onorari notarili.
- Tassa di concessione governativa € 309,87
- Marca da bollo da € 16,00 per ogni 100 pagine di libro sociale
- Diritti di segreteria € 25,00 a libro per la vidimazione
- Contributi notarili € 0,00

## Scioglimento della società
La società si scioglie con una delibera di assemblea verbalizzata dal notaio, o a seguito di constatazione di una causa di accertamento ad opera dell'organo amministrativo e comunicata al registro delle imprese. Non è infatti più obbligatorio l'intervento notarile per porre in liquidazione una S.r.l.s.: occorre nominare un liquidatore (in genere un ex amministratore della stessa) che si occupi della chiusura dei debiti, dei crediti, e di tutte le partite contabili in sospeso. Il liquidatore richiederà poi direttamente la cancellazione della società dal registro delle imprese. La cancellazione, analogamente a quanto previsto per le altre società di capitali, potrà avvenire solo a seguito dell'approvazione (espressa o tacita) del bilancio finale di liquidazione che dovrà essere depositato nel Registro delle imprese.